# Burkilliodendron album
Burkilliodendron album là một loài thực vật có hoa trong họ Đậu. Loài này được (Ridl.) Sastry miêu tả khoa học đầu tiên.